# Koc
Pour l’article homonyme, voir Koc (homonymie).
Le Koc, coefficient de partage carbone organique/eau, donne une indication sur l’aptitude de la molécule à être adsorbée ou désorbée sur la matière organique. 
Il représente le potentiel de rétention de cette substance active sur la matière organique du sol.